# McCarthy Valley
Das McCarthy Valley ist vereistes und 5 km langes Tal im westantarktischen Marie-Byrd-Land. Im nordwestlichen Teil der Long Hills in den Horlick Mountains liegt es zwischen Peters Butte und dem Todd Ridge.
Der United States Geological Survey kartierte es anhand eigener Vermessungen und Luftaufnahmen der United States Navy aus den Jahren von 1958 bis 1960. Das Advisory Committee on Antarctic Names benannte es 1962 nach James E. McCarthy, Elektroniker für meteorologische Gerätschaften auf der Byrd-Station im Jahr 1960.